# Kriegerdenkmal Hanum

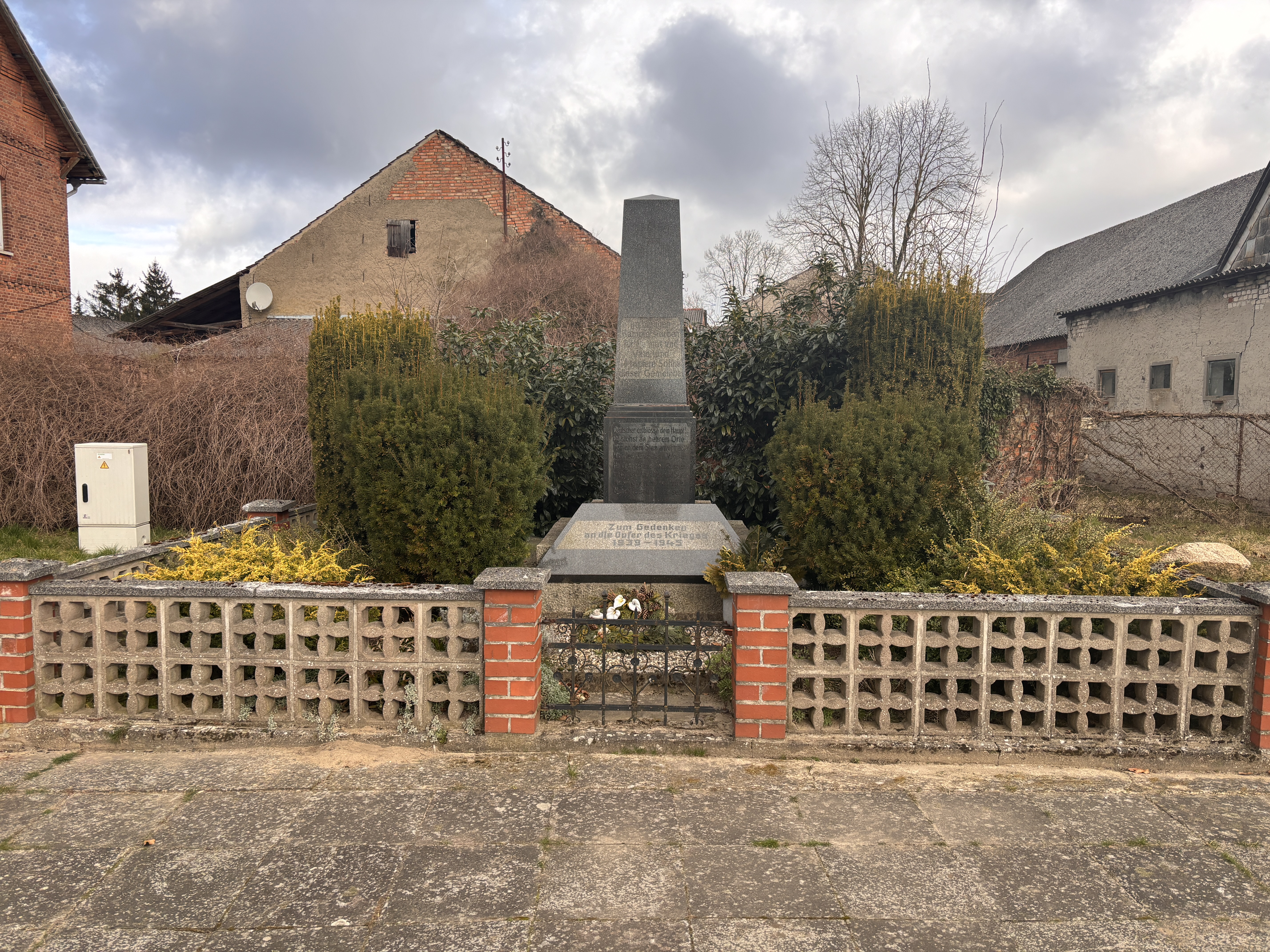
Kriegerdenkmal in Hanum, Gemeinde Jübar

Das Kriegerdenkmal Hanum ist ein denkmalgeschütztes Kriegerdenkmal im Ortsteil Hanum der Gemeinde Jübar in Sachsen-Anhalt. Im örtlichen Denkmalverzeichnis ist das Kriegerdenkmal unter der Erfassungsnummer 094 90309 als Baudenkmal verzeichnet.

## Allgemeines
Das Kriegerdenkmal Hanum, an der Dorfstraße östlich der Dorfkirche Hanum, wurde zum Gedenken an die gefallenen Soldaten des Ersten Weltkriegs errichtet. Das Denkmal wurde nach 1945 durch eine Gedenktafel mit Inschrift aber ohne Namen der gefallenen Soldaten des Zweiten Weltkriegs erweitert. Es wurde aus schwarzem Basalt in Form einer Stele auf einem mehrstufigen Sockel erbaut und ist mit einer niedrigen Mauer umgeben.

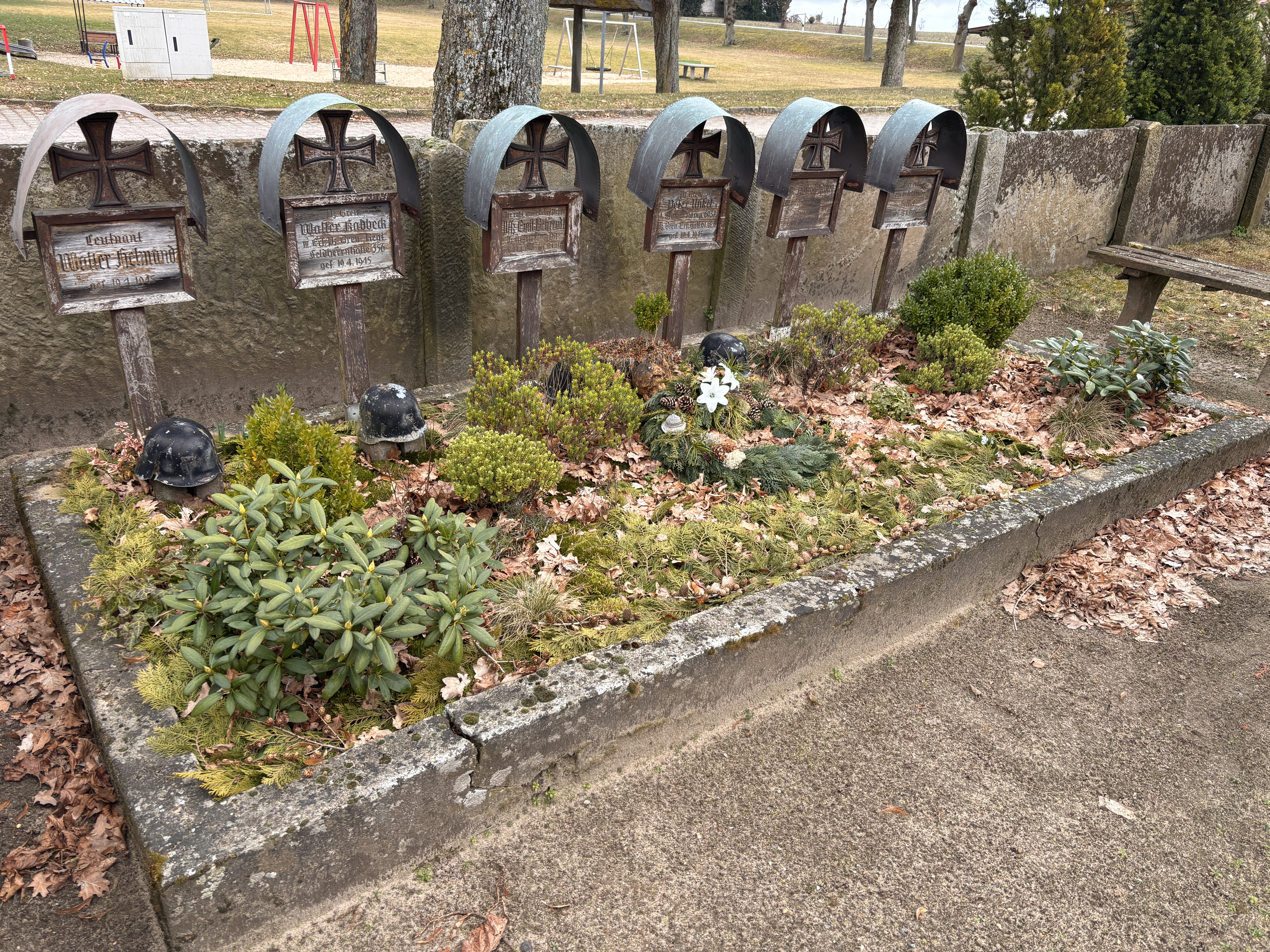
Kriegsgräberstätte in Hanum, Gemeinde Jübar

Im Kreisarchiv des Altmarkkreises Salzwedel ist die Ehrenliste der Gefallenen des Ersten Weltkriegs erhalten geblieben. In der Dorfkirche sind keine Gedenktafeln für die Gefallenen der beiden Weltkriege erhalten. Auf dem Friedhof ist eine Kriegsgräberstätte erhalten geblieben.

## Inschrift
Erster Weltkrieg
Zweiter Weltkrieg